# Vaugine
Pour les articles homonymes, voir Vaugine (homonymie).
La Vaugine est un cours d'eau qui coule, dans l'agglomération de Vesoul, donc dans le département de la Haute-Saône, en région Bourgogne-Franche-Comté. C'est un affluent droit du Durgeon et donc sous-affluent du Rhône par la Saône.

## Géographie

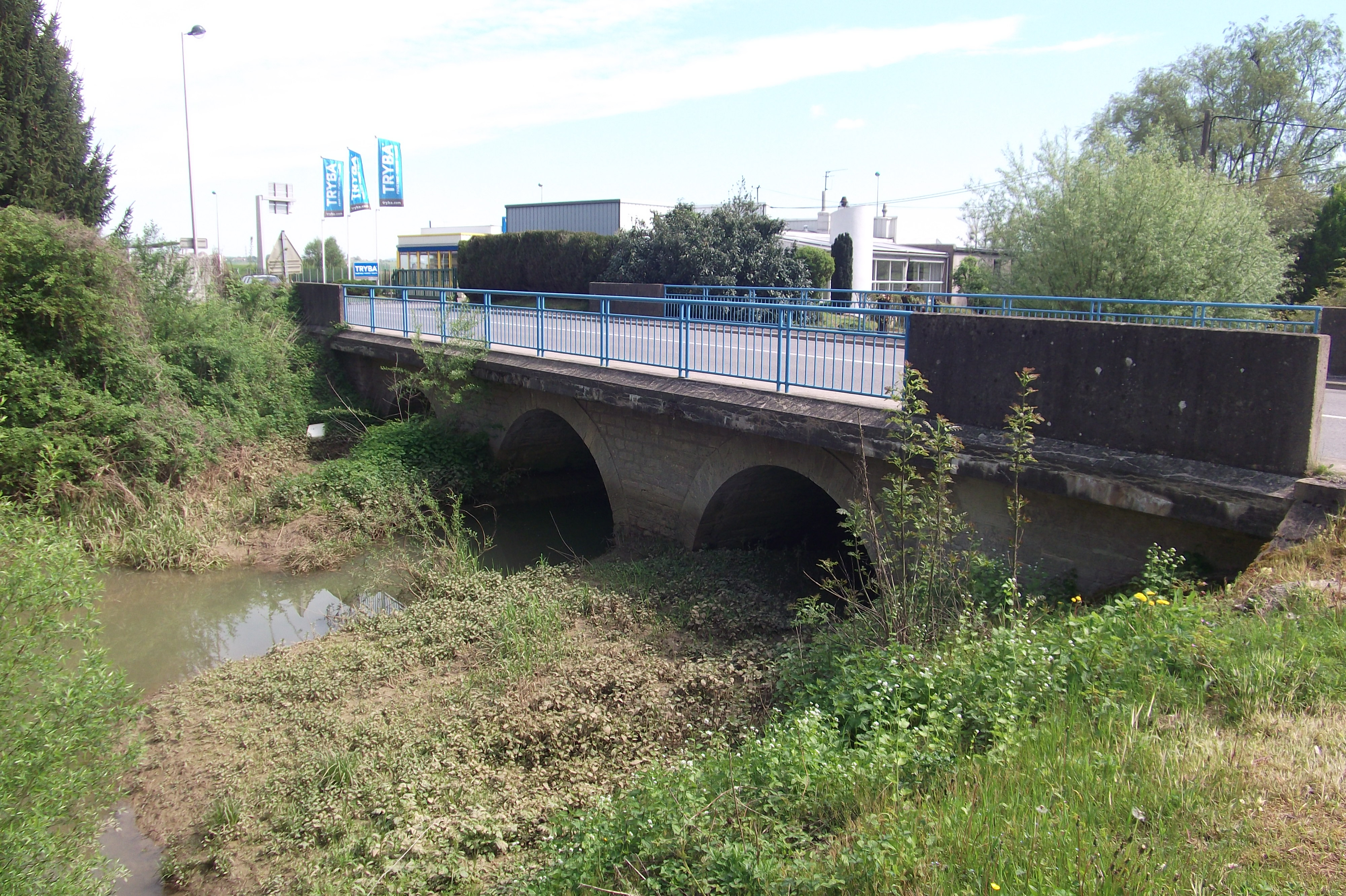
Le pont de la Vaugine à Vesoul.

Le ruisseau de la Vaugine prend sa source près du lieu-dit Source du Chenil, dans le bois du Chanoi, à 263 m d'altitude, à l'extrémité nord-est de Charmoille.
De 9,2 km de longueur, la Vaugine coule globalement du nord vers le sud jusqu'à Vesoul puis oblique de l'est vers l'ouest jusqu'à sa confluence.
La Rivière de Vaugine conflue en rive droite dans le Durgeon, à 213 m d'altitude, au nord de Vaivre-et-Montoille, près du lieu-dit les Angles.

### Communes et cantons traversés
Dans le seul département de la Haute-Saône, la Vaugine traverse les cinq communes suivantes, toute faisant partie de l'agglomération de Vesoul : Charmoille (source), Pusy-et-Épenoux, Vesoul, Pusey, Vaivre-et-Montoille (confluence).
Soit en termes de cantons, la Vaugine prend source et conflue dans le même canton de Vesoul-1, dans l'arrondissement de Vesoul, dans l'intercommunalité Communauté d'agglomération de Vesoul.

### Bassin versant
La Colombine traverse une seule zone hydrographique « Le Durgeon de la Colombine à la Saône » U053.

### Organisme gestionnaire
L'organisme gestionnaire est le SMETA ou Syndicat mixte d'Etudes et de Travaux pour l'Aménagement du Durgeon et de ses affluents, sis à Vesoul.

## Affluent
La Vaugine n'a pas d'affluent référencé. 

### Rang de Strahler
Le rang de Strahler de la Vaugine est donc de un.

## Hydrologie
Son régime hydrologique est dit pluvial.

## Aménagements et écologie

### ZNIEFF
La confluence de la Vaugine avec le Durgeon est dans un site naturel protégé par la ZNIEFF 430020160 dite Basse vallée du Durgeon, pour une superficie de 428 hectares